# Jasmine (Angel)
Pour les articles homonymes, voir Jasmine.
Jasmine est un personnage fictif de la série télévisée Angel qui est interprétée par Gina Torres. Il s'agit d'une déesse extrêmement puissante qui passe de mondes en mondes, envoûte les populations entières et se fait vénérer et détruit les dimensions qu'elle visite.

## Apparitions
Le personnage apparaît dans le dernier quart de la saison 4 d'Angel. Jasmine est la « fille » de Connor et de Cordelia Chase, alors possédée par le maître de la Bête. Sa naissance nécessita le sacrifice d'une jeune vierge dont Connor s'acquitta. Jasmine apparaît sous les traits d'une belle femme métisse, sans nom (c'est à ceux qui l'adorent de la nommer, et elle l'est en référence aux fleurs de jasmin du jardin de l'hôtel Hypérion). À sa seule vue, les héros de la série, puis chaque habitant amené à la rencontrer, sont envoûtés et entreprennent de la vénérer, telle une déesse venue répandre la paix sur terre. Elle se décrit comme l'une des puissances supérieures auxquelles les héros se réfèrent depuis le début de la série.
Fred est la première du groupe à voir le vrai visage de Jasmine (après un inconnu dans la foule), quand son propre sang est accidentellement mélangé à celui de la déesse. Elle réussit non sans mal à libérer ses amis du sort, à l'exception de Connor. Angel et son équipe sont contraints de se cacher dans les égouts, alors même que Jasmine entreprend de passer à la télévision, sur les chaînes du monde entier. Wesley rencontre un monstre issu d'une dimension qui vénérait Jasmine depuis plusieurs siècles. Il découvre que le vrai nom de Jasmine provoquera sa perte. Angel part à la recherche de ce nom dans la dimension et le dit à Jasmine devant les caméras du monde entier. Démasquée, Jasmine se bat une dernière fois contre Angel, appelle Connor au secours, mais celui-ci finit par la tuer.

## Pouvoirs
- Rapidité accrue
- Force surhumaine
- Résistance aux coups accrue
- Contrôle mental (qui lui permet d'asservir l'humanité par la pensée)
- Télépathie (capable de communiquer d'esprit à esprit par la pensée)
- Possession (qui lui permet de contrôler le corps d'un de ses serviteurs)
- Changement de forme (qui lui permet de prendre son apparence réelle, celle d'un monstre pouvant avaler des humains, ou celle d'une humaine)